# شاملوغ
شاملوغ (به ارمنی: Շամլուղ) یک شهر در ارمنستان است که در استان لوری واقع شده‌است.  در  کیلومتری شمال وانادزور، مرکز استان لوری واقع شده است. شاملوغ ر کرانهٔ چپ رود دِبِد در ۲۰۳ کیلومتری ایروان واقع شده است.

## تاریخچه
شهر شاملوغ در اواخر سدهٔ ۱۸ میلادی به عنوان یک شهرک معدن‌کاری مس بنیاد شد و ساکنان نخستین آن یونانی‌تبار بودند.

## جغرافیا و آب و هوا
شاملوغ ۳٫۶ کیلومترمربع مساحت و ۷۰۰ نفر جمعیت دارد و ۸۱۰ متر بالاتر از سطح دریا واقع شده‌است.  در  کیلومتری شمال وانادزور، مرکز استان لوری واقع شده است.

## فرهنگ
شاملوغ به‌خاطر گورستان باستانی‌اش که مربوط به عصر برنز است معروف است. یک بنای صلیبی از سدهٔ ۱۳ میلادی نیز از دیگر اماکن دیدنی آن است.

## نگارخانه

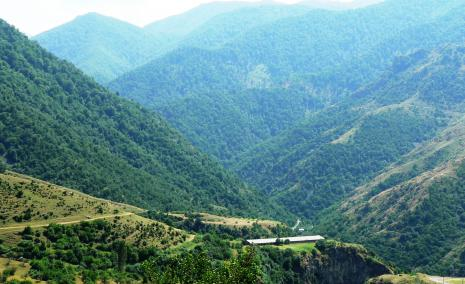
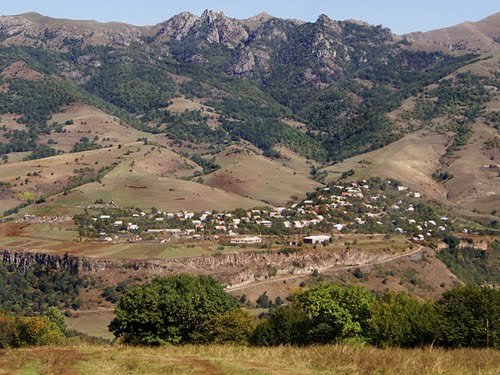